# Epidendrum caparaoense
Epidendrum caparaoense là một loài thực vật có hoa trong họ Lan. Loài này được W.Forst. & V.C.Souza mô tả khoa học đầu tiên năm 2007.